# Incendio della Biblioteca Nazionale Universitaria di Torino
(Paul Meyer, membro dell'Académie des inscriptions et belles-lettres)
L'incendio della Biblioteca Nazionale Universitaria di Torino avvenne nella notte tra il 25 e il 26 gennaio 1904.
Le cause dell'incendio, che non provocò vittime ma distrusse completamente 5 sale della biblioteca e una parte ingente del suo patrimonio manoscritto e a stampa, non furono mai appurate del tutto. 
L'evento ebbe una vasta eco a livello internazionale e determinò un notevole aumento delle donazioni librarie nei confronti della biblioteca da parte di soggetti ed enti pubblici e privati, sia italiani che stranieri.

## Contesto
La Biblioteca Nazionale era stata creata tra il 1720 e il 1723 dal duca Vittorio Amedeo II di Savoia, il quale aveva deciso di unire in un'unica sede i volumi del fondo ducale di Casa Savoia (divisi fino ad allora tra la Biblioteca Civica e la Biblioteca Reale) e la raccolta della Regia Università. Sin dalla sua fondazione, la biblioteca aveva avuto sede in Via Po 17, all'interno di un palazzo fatto costruire dal duca stesso.
Inizialmente sita in un unico piano, nel corso degli anni l'aumento del patrimonio librario aveva imposto l'occupazione di ulteriori spazi nel palazzo della biblioteca, al punto che questa nel 1872 arrivò ad avere 20 sale divise fra i vari piani, dalle cantine fino alle soffitte. A seguito di ulteriori espansioni, nel 1883 era stata costituita una commissione per trovare una nuova sede, mentre nel 1897 Francesco Carta, all'epoca direttore della biblioteca, aveva proposto di ricavare spazio riducendo ulteriormente la superficie delle soffitte. Nel 1904, al momento dell'incendio, la biblioteca constava di 38 sale.
Dal punto di vista patrimoniale, prima dell'incendio la biblioteca conservava circa un migliaio di incunaboli, pregiate edizioni aldine e 4500 manoscritti italiani, francesi, greci, latini, ebraici, arabi, persiani e copti, tra i quali erano compresi i manoscritti acquisiti nel 1824 dallo scriptorium di Bobbio.

## L'incendio
L'incendio della biblioteca si sviluppò nella notte tra il 25 e il 26 gennaio 1904. Le cause non furono mai accertate del tutto: si suppose che il fuoco si fosse sviluppato nelle soffitte dell'edificio, dove si trovavano gli alloggi dei custodi, forse a causa di una stufa difettosa o per via di un cortocircuito dell'impianto elettrico. Da lì il fuoco si propagò nel resto dell'edificio, aiutato dalla presenza di un arredamento prevalentemente ligneo che favorì lo sviluppo delle fiamme. In breve tempo, cinque sale furono interamente avvolte dal fuoco.
Il primo allarme venne dato da un passante, ma i vigili del fuoco, giunti prontamente, non conoscendo bene la conformazione del palazzo persero tempo prezioso cercando un modo per entrare nell'edificio in fiamme. In questo modo l'incendio poté svilupparsi ulteriormente, arrivando ad interessare la sala manoscritti della biblioteca. L'arrivo di Francesco Carta, direttore della biblioteca, il quale suggerì l'utilizzo di una porta in ferro che dava sul cortile interno, permise ai pompieri di penetrare finalmente nell'edificio. Tuttavia, la struttura labirintica della biblioteca complicò ulteriormente il lavoro dei pompieri. Inoltre i vigili faticarono ad accedere alla sala manoscritti, dove erano conservati i beni più preziosi, a causa della presenza di una massiccia porta in ferro che risultò difficile abbattere. Dopo ore di combattimento con le fiamme, i vigili riuscirono a estinguere l'incendio intorno alle 9 del mattino del 26 gennaio, anche se alcuni piccoli focolari sopravvissero per qualche altra ora. A quel punto gli sforzi di tutti si concentrarono sul recuperare quanto più materiale possibile dalle varie sale: il personale della biblioteca presente sul posto entrò nell'edificio che ancora ardeva e, sperando di salvare i volumi e i manoscritti non ancora avvolti dalle fiamme, li gettò dalle finestre ma questi, indeboliti dal fuoco e dall'acqua delle pompe, si distrussero o si danneggiarono impattando al suolo, che in quel momento era coperto di neve. Ciononostante, per il coraggio e l'impegno mostrati durante l'incendio e nei giorni successivi, i dipendenti della biblioteca ricevettero gli elogi del direttore Carta e dell'intera amministrazione.

## Conseguenze

### Il patrimonio culturale
L'incendio non causò morti né feriti, ma ebbe conseguenze devastanti per il patrimonio culturale della biblioteca: stando ad una prima relazione presentata alla Camera dei deputati del Regno d'Italia dal deputato Paolo Boselli, presidente della commissione d'inchiesta sulla catastrofe, ai danni dell'edificio (tetto parzialmente crollato e cinque sale distrutte) si aggiungeva il conto, ben più grave, dei volumi e dei manoscritti andati perduti. In particolare, secondo la relazione nell'incendio erano rimasti distrutti circa 23 711 volumi su 30 000 e 1500 manoscritti, un terzo dell'intero patrimonio manoscritto posseduto dalla biblioteca. Inoltre, l'intero archivio storico della biblioteca rimase distrutto.
Tra i libri, bruciarono soprattutto quelli inerenti diritto pubblico, filosofia, filologia, economia, bibliografia e linguistica, oltre a circa 2000 periodici. Anche la collezione aldina subì danni estesi. Peggio andò ai manoscritti: il ritardo nell'accedere alla sala risultò letale per molti codici, tra questi quelli italiani e quelli francesi, fra i quali spiccavano il libro d'ore del duca Jean de Berry miniato dai fratelli Jan e Hubert van Eyck, il libro d'ore di Savoia di Jean Le Noir, una delle due sole copie esistenti del libro del Chevalier Errant e i manoscritti del Roman de la Rose. Tra i manoscritti orientali, rimasero distrutti la Chronicas di Giorgio Sincello e il Liber Messahala di Masha'allah ibn Athari. Si salvarono, sebbene con qualche leggero danno, i manoscritti di Bobbio. L'opera di identificazione dei manoscritti perduti fu resa complicata dal fatto che non tutti all'epoca erano stati catalogati e che nell'incendio era rimasto distrutto anche il catalogo topografico di tali manoscritti, opera di Bernardino Peyron e Carlo Frati.

### Francesco Carta
L'incendio ebbe conseguenze nefaste anche per Francesco Carta, direttore della biblioteca dal 1892: infatti sebbene egli si fosse prodigato fin da subito per cercare di limitare i danni dell'incendio (fu lui ad indicare la via d'accesso più rapida ai pompieri e fu grazie al suo lavoro che la biblioteca poté riaprire parzialmente i propri servizi al pubblico già un mese dopo l'incendio), Carta fu oggetto di accuse che gli costarono il posto: innanzitutto, nei giorni successivi all'incendio fu accusato dai suoi collaboratori di aver vietato ai pompieri lo sfondamento della porta della sala manoscritti poiché non vi era l'autorizzazione dei suoi superiori ministeriali, perdendo tempo prezioso per il salvataggio dei manoscritti; inoltre, si ipotizzò che l'incendio fosse scaturito da uno dei sigari che era solito fumare e lasciare accesi sulla sua scrivania: per questa abitudine era stato più volte messo in guardia dai suoi collaboratori, vanamente. Tuttavia, indagini successive smentirono questa ricostruzione, e la teoria più accreditata divenne quella dell'incendio partito dalle soffitte. Ciononostante, questo non bastò ad evitare l'allontanamento da Torino di Carta, il quale fu trasferito alla Biblioteca Estense di Modena.

### La normativa sulla sicurezza
La disgrazia che colpì la Biblioteca Nazionale mise a nudo le carenze nella sicurezza dei luoghi della cultura italiani: in un articolo pubblicato sulla Rivista delle Biblioteche e degli Archivi nel febbraio 1904, il bibliotecario Guido Biagi dichiarò che in Italia nessuna biblioteca era al sicuro da eventi come quello di Torino.
Ciò indusse il governo italiano ad intervenire sulla sicurezza dei luoghi della cultura: su iniziativa del ministro della pubblica istruzione Vittorio Emanuele Orlando fu infatti introdotta una nuova normativa riguardante i servizi di illuminazione e riscaldamento nelle biblioteche e negli archivi del Regno, a cui questi istituti avrebbero dovuto conformarsi il prima possibile, nella speranza di evitare altri incidenti come quello di Torino.

## Reazioni
L'incendio della Biblioteca Nazionale scosse enormemente l'ambiente culturale del tempo, avendo ampio risalto in tutto il mondo e occupando le prime pagine di molti giornali. Sin dal giorno dopo, messaggi di cordoglio giunsero da importanti studiosi ed istituzioni nazionali ed internazionali: tra esse, le Università di Oxford e Cambridge, mentre immediate offerte d'aiuto arrivarono dalla Bibliothèque Nationale e dal British Museum. Furono organizzate numerose conferenze per analizzare la perdita che l'incendio aveva causato per la cultura mondiale, e l'Università di Torino, dal canto suo, annullò le celebrazioni per i suoi 500 anni che ricorrevano proprio nel 1904. Sia in Italia che all'estero si moltiplicarono le iniziative di solidarietà nei confronti della biblioteca, ed aumentarono esponenzialmente le donazioni di materiale da parte di soggetti pubblici e privati, volte a compensare le perdite subite nell'incendio.
Dal canto suo, la biblioteca intraprese immediatamente le azioni necessarie a individuare il patrimonio distrutto e salvaguardare quello danneggiato.

### Recupero e restauri
Nei giorni seguenti l'incendio il personale della biblioteca avviò subito le operazioni di recupero e restauro dei manoscritti danneggiati, avvalendosi del supporto di professori e studenti dell'Università. Per prima cosa si provvide a spostare i manoscritti (o quel che ne rimaneva) in un luogo più sicuro: alcuni furono portati nei locali dell'Accademia Albertina, mentre la maggior parte fu trasportata nei locali dell'ex Manifattura tabacchi. Alcuni dei più rinomati studiosi dell'epoca si occuparono del riconoscimento dei manoscritti: Italo Pizzi studiò gli orientali, Carlo Cipolla e Carlo Frati i latini, Gaetano De Sanctis i greci e Rodolfo Renier quelli italiani e francesi, che erano stati maggiormente compromessi. La condizione dei codici papiracei e delle pergamene era pessima: se alcuni iniziarono a putrefarsi dopo pochi giorni a causa dell'acqua assorbita (si cercò di interfoliarli con una carta assorbente), altri invece si solidificarono in blocchi compatti a causa del calore sprigionato dal fuoco, ed altri divennero estremamente fragili o si annerirono al punto da renderne impossibile la lettura.
I primi interventi sui manoscritti furono affidati a Icilio Guareschi e Piero Giacosa, rispettivamente direttori dei laboratori di Chimica e di Materia medica all'Università di Torino. Un contributo fondamentale per i lavori di restauro arrivò però dalla Biblioteca Vaticana: qui era attivo all'epoca l'unico laboratorio di restauro della penisola (ufficialmente però in territorio vaticano): grazie all'interessamento di padre Franz Ehrle, responsabile della Biblioteca Vaticana, fu creato a Torino il primo laboratorio di restauro d'Italia, che venne affidato alla cura di Carlo Marrè, già operante a Roma. Il laboratorio inizialmente ebbe sede al Castello del Valentino, e fu ufficialmente inaugurato il 5 febbraio 1905 alla presenza della regina Margherita di Savoia. Fu diretto da Marrè fino alla sua morte, avvenuta nel 1918. A lui succedette Erminia Caudana, da anni sua collaboratrice, che si occupò con successo di molti restauri fino alla morte, nel 1974. Con lei collaborarono anche Editta Bonora-Torri e Amerigo Bruna. Grazie all'attività di questo laboratorio, circa 650 manoscritti poterono essere restaurati con successo. Molti altri invece a partire dagli anni sessanta furono restaurati in altri laboratori nati nel frattempo, come quello dell'Abbazia di Santa Maria di Grottaferrata.

### Donazioni
Un'altra conseguenza dell'incendio della Biblioteca Nazionale Universitaria di Torino fu il moltiplicarsi delle donazioni librarie che l'istituto ricevette subito dopo il tragico evento. Se prima dell'incendio la quantità di doni non superava le poche centinaia l'anno, nel biennio 1904-1905 queste ammontarono a circa 20 000 l'anno tra volumi e opuscoli.
Le donazioni, spinte dallo sconcerto suscitato dalla grave perdita che la cultura aveva subito con l'incendio, arrivarono da biblioteche, enti e soggetti pubblici e privati di tutto il mondo: già il 28 gennaio 1904, due giorni dopo l'incendio, il Frankfurter Zeitung pubblicò un appello in cui si invitavano gli studiosi tedeschi a costituire un comitato per l'invio di libri alla Biblioteca, e negli stessi giorni dalla Francia il professore Paul Meyer propose all'Académie des inscriptions et belles-lettres di inviare le loro pubblicazioni. La Società bibliografica italiana, oltre ad inviare il proprio bollettino, si offrì di fare da intermediaria tra i donatori e la Biblioteca Nazionale di Torino. Il barone Alberto Lumbroso donò numerosi volumi risalenti al periodo napoleonico, ed altri libri giunsero dall'episcopato piemontese. Ulteriori doni giunsero dall'Italia dalle biblioteche di Palermo, Milano, Siena, Bologna, Lucca, Roma, Cesena e Casale Monferrato. Anche vari ministeri italiani effettuarono delle donazioni, e così la Biblioteca della Camera dei Deputati. Dall'estero giunsero donazioni dalle biblioteche di Strasburgo, Utrecht, Liegi, Stoccarda, Londra, Washington, Berlino, Madrid e anche da Africa e Australia.
Grazie a tutte queste donazioni, nel 1911 la Biblioteca Nazionale Universitaria di Torino arrivò a contare 400 000 volumi nella propria rinnovata collezione.